# Pfarrkirche Oberau

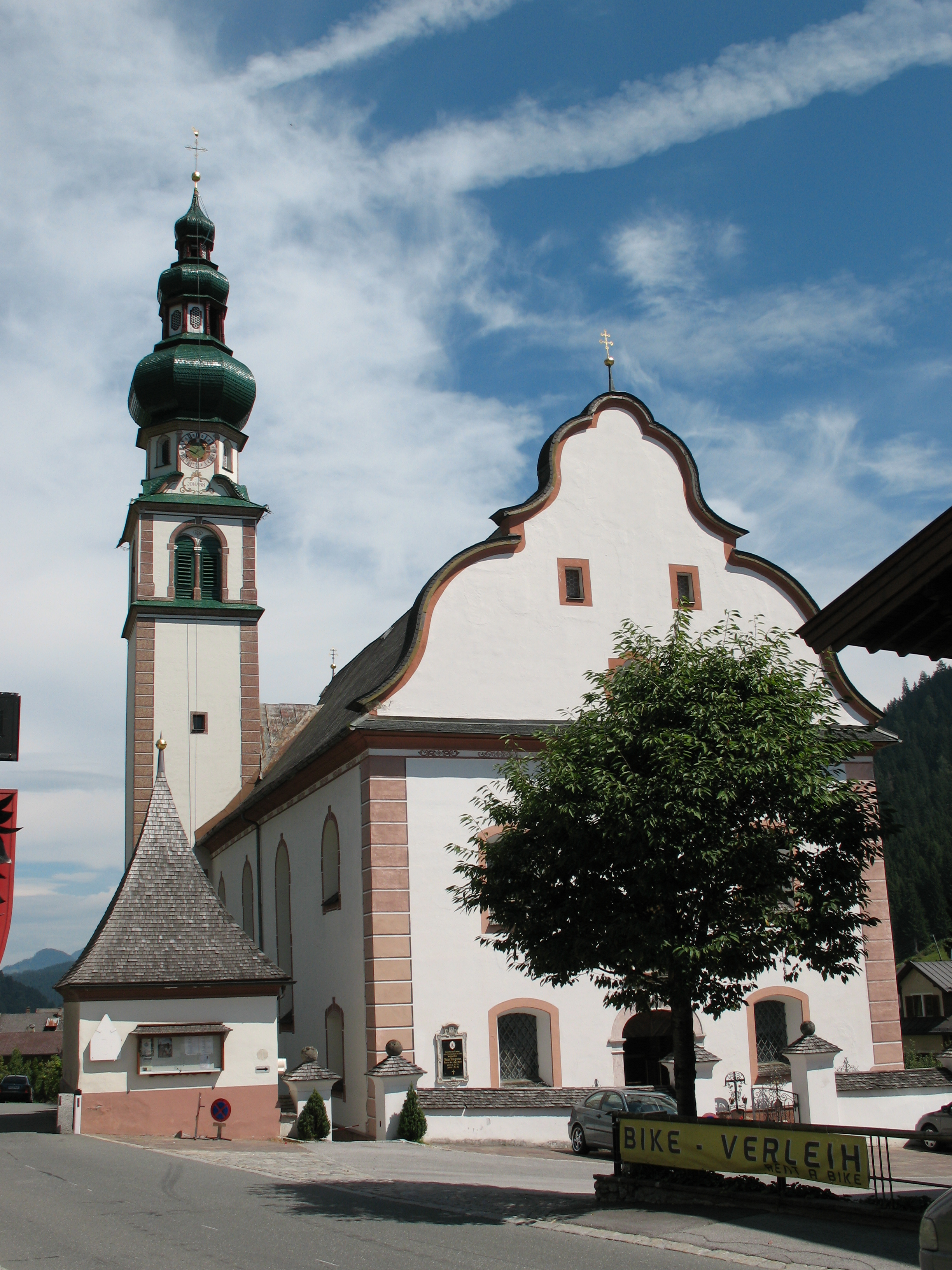
Katholische Pfarrkirche hl. Margaretha in Oberau

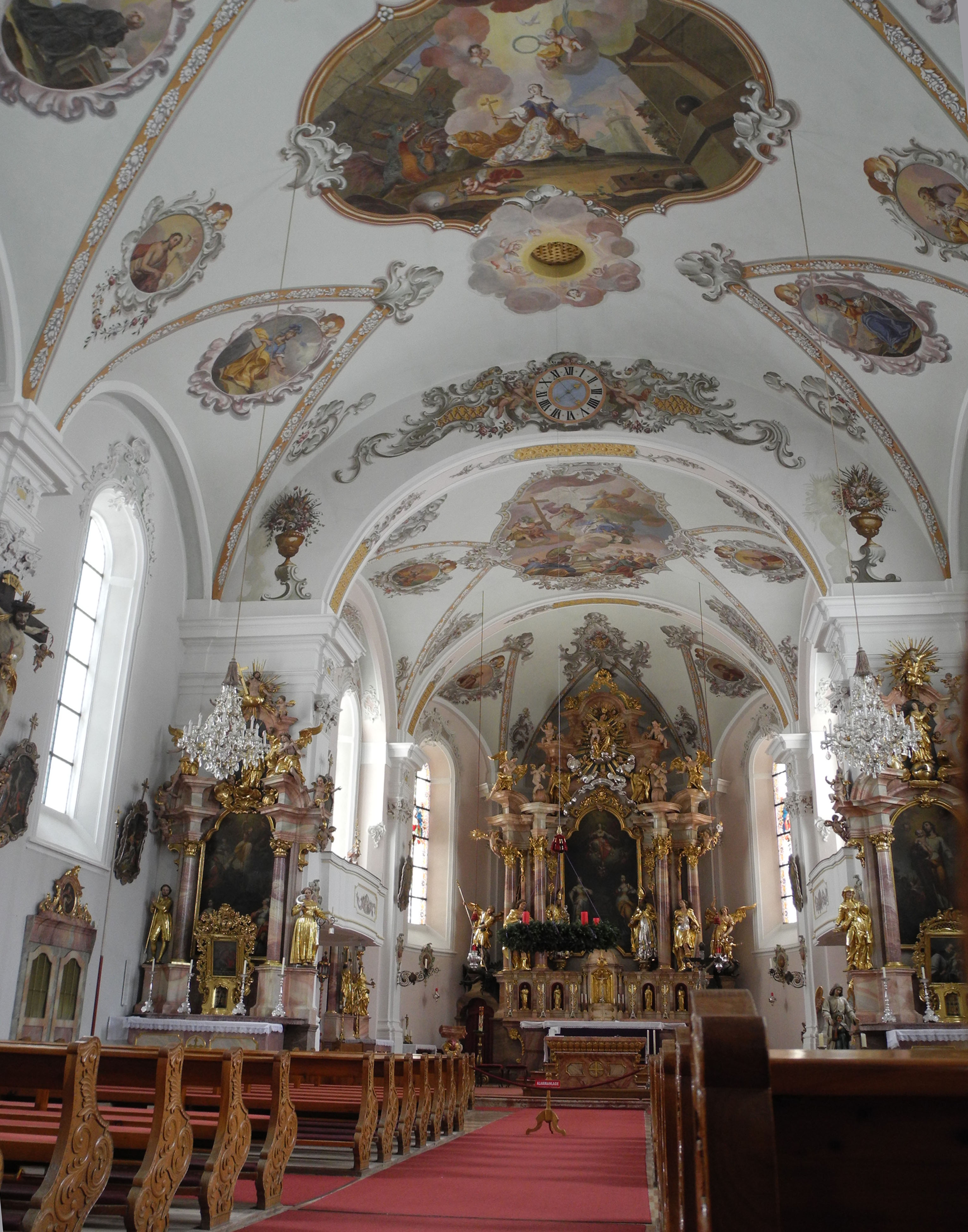
Langhaus, Blick zum Chor

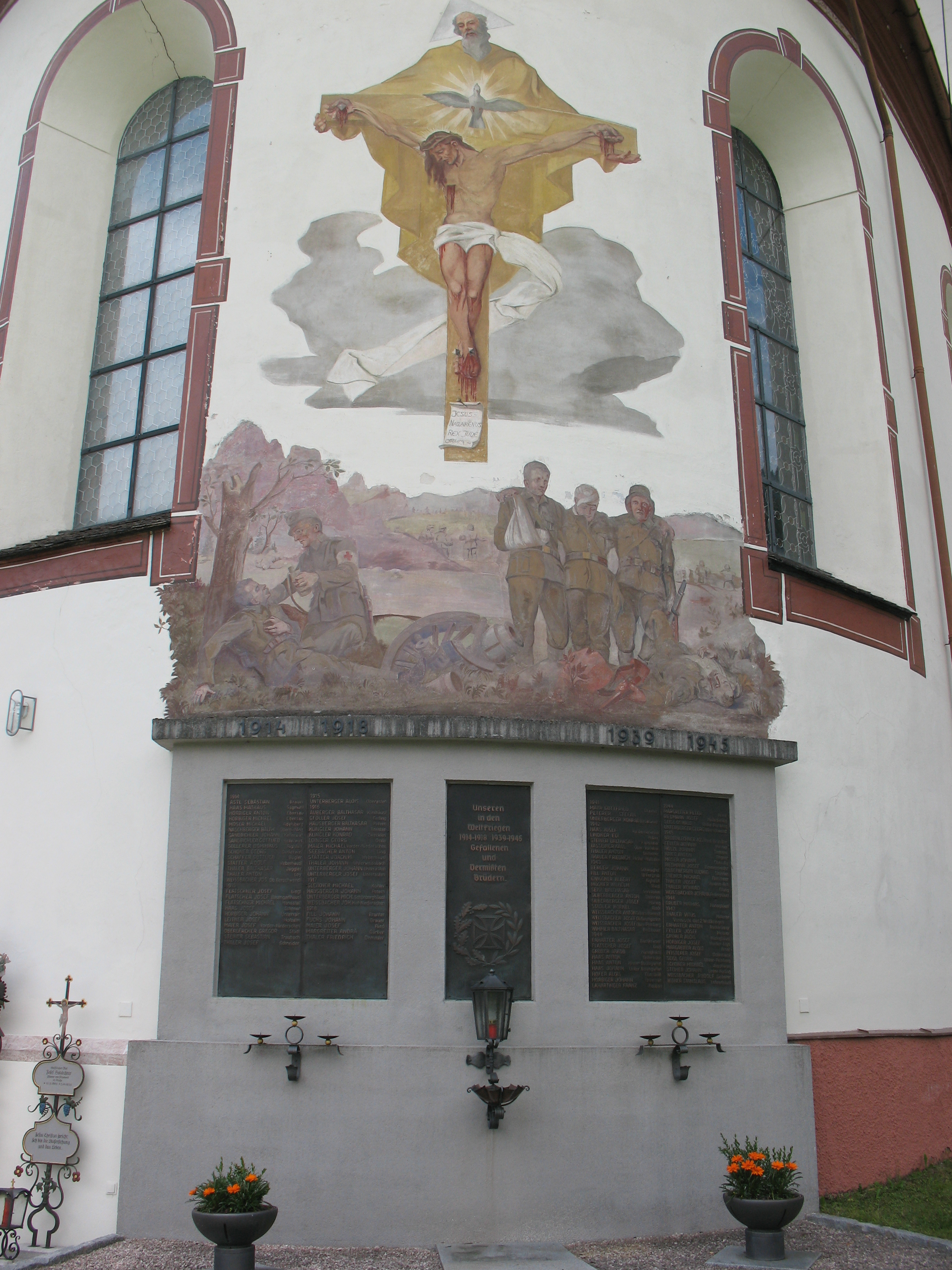
Kriegerdenkmal

Die  Pfarrkirche Oberau steht südlich der Dorfstraße in Oberau in der Gemeinde Wildschönau im Bezirk Kufstein im Bundesland Tirol. Die dem Patrozinium Margareta von Antiochia unterstellte römisch-katholische Pfarrkirche gehört zum Dekanat Reith im Alpbachtal in der Erzdiözese Salzburg. Die Kirche und das Kriegerdenkmal stehen unter Denkmalschutz (Listeneintrag).

## Geschichte
Urkundlich wohl 1316 und 1394 genannt. Die Kirche wurde 1891 zur Pfarrkirche erhoben.
Der einheitlich barocke Kirchenbau entstand 1751/1752 nach den Plänen von Hans Holzmeister.

## Architektur
Der barocke Saalbau mit einem schlanken Nordturm ist von einem Friedhof umgeben.

## Ausstattung
Die Altarausstattung um 1750/1760 entstand mit den Schnitzfiguren in der Werkstatt von Gregor Fritz. Das Hochaltarbild Gloria der hl. Margaretha mit Katharina und Barbara malte Anton Kirchebner.
Die Stationsbilder schuf Christoph Anton Mayr 1762. Eine Glocke nennt Johann Paul Schellener 1720.